# Regeringen Gillard I
Regeringen Gillard I (engelska: First Gillard Ministry) var Australiens 66:e regering. Den leddes av Julia Gillard från Australian Labor Party.
Gillards ministär tillträdde den 24 juni 2010 då varvid Julia Gillard avlade ämbetsed som premiärminister och Wayne Swan som vice premiärminister. Alla medlemmar i den förutvarande premiärminister Kevin Rudds ministär stannade till att börja med kvar på respektive portfölj. Rudd själv ingick inte i denna regering. En mindre förändring i sammansättningen kungjordes den 28 juni när Simon Crean skulle överta ansvaret för Gillards tidigare utbildnings-, arbets- och sociala integrations-portfölj. Stephen Smith tilldelades handelsportföljen jämte hans utrikesportfölj. Utöver kabinettsministrarna fanns det ett antal biträdande ministrar som ingick i det som kallas ’yttre ministären’ (Outer Ministry).
Efter det federala valet som hölls den 21 augusti ombildades ministären den 14 september 2010 som Regeringen Gillard II.

## Kabinettsministrar
- Parlamentsledamot Julia Gillard, premiärminister, utbildningsminister (till 28 juni 2010), arbetsminister (till 28 juni 2010), minister för social integration (till 28 juni 2010)
- Parlamentsledamot Wayne Swan, finansminister (treasurer, ’skattmästare’), biträdande premiärminister, minister för finansfrågor och avregleringar (fr.o.m. 3 september 2010)
- Senator Chris Evans, minister för invandring och medborgarskap
- Senator John Faulkner, försvarsminister
- Parlamentsledamot Simon Crean, handelsminister (till 28 juni 2010), utbildningsminister (fr.o.m. 28 juni 2010), arbetsminister (fr.o.m. 28 juni 2010), minister för social integration (fr.o.m. 28 juni 2010)
- Parlamentsledamot Stephen Smith, utrikesminister, handelsminister (fr.o.m. 28 juni 2010)
- Parlamentsledamot Nicola Roxon, hälso- och äldreminister
- Parlamentsledamot Jenny Macklin, minister för samhällstjänster, familje-, bostads-, och urbefolkningsfrågor
- Parlamentsledamot Lindsay Tanner, minister för finansfrågor och avreglering (till 3 september 2010)
- Parlamentsledamot Anthony Albanese, minister för infrastruktur, transport, regional utveckling och lokal förvaltning
- Senator Stephen Conroy, minister för bredband, kommunikation och digital ekonomi
- Senator Kim Carr, innovations-, industri-, vetenskaps- och forskningsminister
- Senator Penny Wong, minister för klimatförändring, effektivt energiutnyttjande och vatten
- Parlamentsledamot Peter Garrett, miljö- och kulturminister
- Parlamentsledamot Robert McClelland, justitieminister (attorney-general)
- Senator Joe Ludwig, kabinettssekreterare och minister utan portfölj
- Parlamentsledamot Tony Burke, fiske-, jordbruks- och skogsbruksminister, minister för hållbar befolkning
- Parlamentsledamot Martin Ferguson, energi- och naturresursminister, turistminister
- Parlamentsledamot Chris Bowen, socialminister, minister för finansmarknad, pensioner och bolagsrätt

### Fotnoter
1. ↑  ”The Ministry List, 28 June 2010–”. Parliament of Australia. Arkiverad från originalet den 7 juli 2010. https://web.archive.org/web/20100707052532/http://www.aph.gov.au/library/parl/42/ministry/ministry.htm. Läst 17 september 2010.
2. ↑  ABC Online. 28 juni 2010. http://www.abc.net.au/news/stories/2010/06/28/2938876.htm Rudd passed over in Gillard's reshuffle. Läst 11 september 2010.